# Europlanetarium Genk
Das Europlanetarium Genk ist eine Volkssternwarte und Planetarium in Genk, Belgien, begründet von Lode Vanhoutte.

## Ursprung
Lode Vanhoutte aus Genk begann mit Jungen Forschern für Genk indem er die Mondlandung 1969 auf populärwissenschaftliche Weise nachstellte. Viele weitere Themen wurden behandelt aber Astronomie erwies sich als das Interessanteste und die Gruppe um Vanhoutte fand einen Standort beim Verein für Astronomie (VFA) in Genk. Langjährige Vorläufer waren bereits die Sternwarten von Grimbergen und Hove. Der VFA und hauptsächlich Armand Pien (ein ehemaliger Wetterberichtsprecher) regten an, in jeder flämischen Provinz eine vollwertige Volkssternwarte auszubauen, für den Bereich um Limburg wurde an Genk gedacht. Zuerst gab es eine kleine ebenerdige Sternwarte, eine Erweiterung war aber bereits in Planung.

## Konkrete Pläne
1977 fing man an, eine vollwertige Volkssternwarte zu propagieren mit entsprechender Planung. 1979 begann ein Kurs in Allgemeiner Astronomie für Anfänger, während eine kleine Gruppe sich mit der geschäftlichen Seite einer Gründung der Sternwarte beschäftigte.
Die Pläne der zu bauenden Sternwarte enthielten ein Kuppelgebäude und einen Ausstellungsraum. Der eigentliche Kuppel- und Teleskopraum sollte sich 5 Meter über dem Erdgeschoss befinden. Dieser Raum ist im Gegensatz zu den klassischen Sternwarten quadratisch, mit einem in der Decke eingelassenen Ringbalken. Um die Kosten niedrig zu halten, wurde entschieden, die Kuppel in Selbsthilfe zu bauen.

## Eröffnung
1983 wurde mit den Bauarbeiten begonnen. Außer der selbstgebauten Kuppel wurde auch ein großer Teil der Innenrichtung in Eigenregie, durch aktive Mitglieder der Sternwarte erledigt. Die endgültige Eröffnung war 1984.

## Planetarium
Angesichts der heiklen wirtschaftlichen Probleme des Bergbaugebiets und der Notwendigkeit, für Genk eine dauerhafte touristische Infrastruktur schaffen, wurde daran gedacht, an die bestehende Volkssternwarte ein Planetarium anzubauen, das sich in Genk positiv auf den Tourismus auswirken würde. Der überwiegend touristische Charakter des Planetariumprojekts für die Region ist Teil der grundlegenden Umstrukturierung des ehemaligen Bergbaugebiets, so kann die Sternwarte auch tagsüber oder bei bedecktem Himmel genutzt werden.
Es gab drei Partner für den Ausbau: die EWG (50 %), das Flämische Generalkommissariat für Tourismus (40 %) und die damalige Gemeindeverwaltung von Genk (10 %). Der Architekt Jos Hanssen machte einen Vorentwurf und später einen definitiven Entwurf für den Betrag für eine Bausumme von 450.000 €.
Die endgültigen Baukosten betrugen am Ende 600.000 €, wodurch nicht alle Pläne ausgeführt werden konnten. Das Obergeschoss wurde nur noch als Option für die Zukunft vorgesehen, ebenso wie verschiedene andere Räume. Ende 1990 sollte das modernste Planetarium der Benelux-Staaten fertiggestellt sein. Man bestellte ein mittelgroßes Planetarium, Typ SPACEMASTER aus der DDR und eine Kuppel mit einem Durchmesser von 12,50 m. Die Eröffnung erfolgte schließlich am 20. Dezember 1991, aber erst 1992 war die technische Anlage komplett. Bis 1995 wurde die Technik erweitert und der Bau vollendet.
Die limburgische Volkssternwarte ist Mitglied der International Planetarium Society.